# Okręgowe rozgrywki w piłce nożnej woj. warmińsko-mazurskiego (2021/2022)
Okręgowe rozgrywki w piłce nożnej województwa warmińsko-mazurskiego prowadzone są przez Warmińsko-Mazurski Związek Piłki Nożnej, rozgrywane są na czterech poziomach ligowych z podziałem na grupy.
Drużyny z województwa warmińsko-mazurskiego występujące w ligach centralnych i makroregionalnych:
- Ekstraklasa – brak
- I liga – Stomil Olsztyn
- II liga – Olimpia Elbląg, Sokół Ostróda
- III liga – Znicz Biała Piska, GKS Wikielec, Mamry Giżycko

Rozgrywki okręgowe
- IV Liga (V poziom rozgrywkowy)
- Klasa Okręgowa – 2 grupy (VI poziom rozgrywkowy)
- Klasa A – 4 grupy (VII poziom rozgrywkowy)
- Klasa B – 4 grupy (VIII poziom rozgrywkowy)

## IV liga
| Lp. | Drużyna                    | M  | Z  | R | P  | Bramki | Bramki | Różn. | Pkt | Uwagi                     |
| --- | -------------------------- | -- | -- | - | -- | ------ | ------ | ----- | --- | ------------------------- |
| 1   | Concordia Elbląg (A)       | 30 | 23 | 4 | 3  | 91     | 23     | +68   | 73  | Awans do III ligi         |
| 2   | Huragan Morąg              | 30 | 18 | 7 | 5  | 74     | 30     | +44   | 61  |                           |
| 3   | Polonia Lidzbark Warmiński | 30 | 18 | 6 | 6  | 73     | 38     | +35   | 60  |                           |
| 4   | Granica Kętrzyn            | 30 | 17 | 5 | 8  | 71     | 43     | +28   | 56  |                           |
| 5   | Jeziorak Iława             | 30 | 17 | 5 | 8  | 71     | 31     | +40   | 56  |                           |
| 6   | Mrągowia Mrągowo           | 30 | 18 | 1 | 11 | 69     | 45     | +24   | 55  |                           |
| 7   | DKS Dobre Miasto           | 30 | 13 | 7 | 10 | 44     | 38     | +6    | 46  |                           |
| 8   | Olimpia II Elbląg          | 30 | 11 | 6 | 13 | 53     | 50     | +3    | 39  |                           |
| 9   | Motor Lubawa               | 30 | 10 | 7 | 13 | 43     | 48     | −5    | 37  |                           |
| 10  | Pisa Barczewo              | 30 | 11 | 2 | 17 | 42     | 61     | −19   | 35  |                           |
| 11  | Błękitni Pasym (B) (S)     | 30 | 10 | 3 | 17 | 43     | 70     | −27   | 33  |                           |
| 12  | Polonia Iłowo (B)          | 30 | 9  | 6 | 15 | 53     | 73     | −20   | 33  |                           |
| 13  | Błękitni Orneta (S)        | 30 | 9  | 3 | 18 | 37     | 76     | −39   | 30  | Spadek do klasy okręgowej |
| 14  | Zatoka Braniewo (S)        | 30 | 8  | 3 | 19 | 39     | 62     | −23   | 27  | Spadek do klasy okręgowej |
| 15  | MKS Korsze (S)             | 30 | 7  | 3 | 20 | 35     | 83     | −48   | 24  | Spadek do klasy okręgowej |
| 16  | Mazur Ełk (S)              | 30 | 7  | 0 | 23 | 36     | 103    | −67   | 21  | Spadek do klasy okręgowej |

## Baraże o IV ligę
- Polonia Iłowo - Polonia Pasłęk 2:1/4:3
- Błękitni Pasym - Rominta Gołdap 2:4/1:4

## Klasa okręgowa

### grupa I
- awans: Tęcza Biskupiec, Rominta Gołdap
- spadek: Omulew Wielbark, Pojezierze Prostki, KS Wojciechy

### grupa II
- awans: Olimpia Olsztynek
- spadek: Tęcza Miłomłyn, Grunwald Gierzwałd, Ewingi Zalewo, MKS Miłakowo

## Baraże o klasę okręgową
- Czarni Olecko - Błękitni Stary Olsztyn 3:0/2:1
- Łyna Sępopol - Kłobuk Mikołajki 5:2/3:3
- Kormoran Zwierzewo - Agat Jegłownik 3:2/2:1
- Tęcza Miłomłyn - Constract Lubawa 0:4/1:6

## Klasa A

### grupa I
- awans: Mazur Pisz
- spadek: Start Kruklanki

### grupa II
- awans: Barkas Tolkmicko
- spadek: Polonia Markusy, Zagłada Lisów

### grupa III
- awans: LKS Różnowo
- spadek: Leśnik Nowe Ramuki, FC Dajtki Olsztyn

### grupa IV
- awans: Iskra Narzym, Constract Lubawa
- spadek: Zamek Kurzętnik, Iskra Smykówko

## Klasa B

### grupa I
- awans: Pogoń Ryn

### grupa II
- awans: Dąb Kadyny, Junior Świątki

### grupa III
- awans: Vel Dąbrówno, Orzeł Czerwonka

### grupa IV
- awans: Mały Jeziorak Iława, Żak Jamielnik

## Wycofania z rozgrywek
Młody Piłkarz Jonkowo, Stomil II Olsztyn, GKS Dźwierzuty, Olimpia Miłki, Pogoń Banie Mazurskie

## Nowe zespoły
Mamry II Giżycko, Vęgoria II Węgorzewo, Start Kozłowo, Żabianka Żabi Róg, Junior Świątki, Pisa II Barczewo, WKTS Mierki, Mały Jeziorak Iława